# Carl Brisman
Carl Brisman (* 15. November 1760 in Ekby; † 10. Februar 1800 in Greifswald) war ein schwedischer Mathematiker, Physiker und Hochschullehrer.
Er wurde als Sohn eines Pfarrers in Ekby in Schweden geboren und studierte an der Universität Uppsala in Schweden und an der Universität Greifswald in Schwedisch-Pommern. In Greifswald promovierte er 1786, erlangte 1787 die venia docendi und wurde 1788 als Nachfolger seines Landsmanns und akademischen Lehrers Zacharias Nordmark, der zurück nach Uppsala ging, Professor für Mathematik und Experimentalphysik. Im Jahre 1799 wurde er daneben zum Mitglied der Matrikelkommission für Schwedisch-Pommern ernannt.
Carl Brisman blieb ledig. Sein älterer Bruder Sven Brisman (* 1752; † 1826) wurde 1781 Dozent für Philosophie und englischer Sprachlehrer in Greifswald, ging aber bereits 1786 nach Schweden zurück.